# Xavier Porras
Javier Porras Santana (nascido em 22 de agosto de 1981) é um atleta paralímpico espanhol. Representou a Espanha nos Jogos Paralímpicos de Verão de 2012 em Londres, onde conquistou a medalha de bronze no salto triplo T11.